# 丕豹
丕 豹（ひ ひょう、? - ?）は、中国春秋時代の晋の大夫である丕鄭の子。後に秦に身を寄せて秦の穆公の臣下となった。

## 生涯
紀元前650年、晋の恵公は、即位すると、丕鄭を使者として秦に派遣した。丕鄭は、秦の穆公に対し、恵公が、郤芮、呂省、郤称らの説得によって、秦への領土割譲に同意せず、重耳（後の文公）を即位させようとしていると伝えた。このことが恵公に露見すると、恵公は、丕鄭を誅殺し、丕鄭の子である丕豹は、秦に逃亡した。丕豹は、秦の穆公に対し、「晋侯（恵公）は、大事に背き、小怨を恐れているため、領民の支持を得ることができませんでした。もしも我々（秦）が進攻すれば、領民はきっと彼（恵公）を追い払うでしょう」と述べた。穆公は、「もし夷吾（恵公）が領民を失ったならば、どのようにして大臣を殺すのか。領民がみな逃散してしまったら、誰が君主を追い払うことができるのか。」と答えた。
紀元前647年、晋が飢饉に襲われたため、丕豹は、秦の穆公に対し、晋を攻めるよう進言した。しかし、穆公は、「晋の君主を嫌っているからといって、晋の領民に何の罪があるというのだ（何の罪もない）」と述べ、粟・米を秦の都雍城から晋の都絳へと船を用いて運搬させた。